# Deeper (álbum de Delirious?)
Deeper: The Definitive Worship Experience es el segundo álbum recopilatorio de la banda británica de rock Delirious?, lanzado en octubre de 2001. El álbum incluye una selección de canciones remasterizadas, versiones nuevas e inéditas de álbumes anteriores de la banda, más que todo tomadas de su corte worship.

## Lista de canciones

### CD 1
1. "Did You Feel the Mountains Tremble?" (New version)
2. "I Could Sing of Your Love Forever" (New version)
3. "I've Found Jesus"
4. "I'm Not Ashamed" (Unreleased version)
5. "Deeper"
6. "Lord You Have My Heart" (New version)
7. "Sanctify"
8. "Not Forgotten" (New song)
9. "Shout to the North"
10. "History Maker"
11. "Follow"
12. "All the Way"
13. "Kiss Your Feet"

### CD 2
1. "The Happy Song" (Remix)
2. "Come Like You Promise"
3. "Revival Town" (Remix)
4. "Hands of Kindness"
5. "Find Me in the River"
6. "Jesus' Blood"
7. "King of Love"
8. "Message of the Cross"
9. "Oh Lead Me"
10. "Obsession"
11. "Thank You for Saving Me"
12. "What a Friend I've Found"

### Posicionamiento
| Año  | Listas                     | Posición |
| ---- | -------------------------- | -------- |
| 2001 | Billboard Christian Albums | 21       |
| 2001 | Top Heatseekers            | 31       |